# السعودية المغربية للاستثمار
في سنة 1992، جرى الإعلان عن قيام الشركة السعودية المغربية للإستثمار الإنمائي «أسماء للإستثمار»، حيث بدأ نشاطها في نفس السنة، بموجب اتفاقية الإنشاء المبرمة بين حكومتي المملكة المغربية والمملكة العربية السعودية في مدينة الرياض بتاريخ 2 دجنبر 1989، ويساهم الطرفان مناصفة في رأس مال الشركة.
تأسست شركة أسماء استثمار على شكل صندوق استثماري، برأس مال قدره 400 مليون درهم، تم رفعه في عام 2010 مع تطور نشاطها ليصل إلى 800 مليون درهم. ثم تمت زيادته في عام 2016 إلى مبلغ ملياري درهم من أجل زيادة تعزيز مكانة المجموعة كمستثمر مؤسسي وتعزيز محاور إستراتيجية جديدة ذات تأثير اجتماعي واقتصادي قوي.
وقد أسهمت الشركة، التي تتواجد وتنشط منذ أكثر من ربع قرن في المغرب بإنجاز حوالي ثلاثين عملية استثمارية في مختلف أنحاء المملكة المغربية إما بالشراكة أو بصورة منفردة.
ومنذ انطلاق نشاطها، وبفضل السمعة المتميزة التي تمكنت من تكوينها في مجال الأعمال، والتي تتوافق مع توقعات العملاء والشركاء، فإن شركة «أسماء للإستثمار» تمكنت من تطوير مشاريع واسعة النطاق من خلال تدخلاتها في القطاعات الاستراتيجية المتعلقة بالتنمية العقارية والسياحية والفلاحية إلى جانب المساهمة في شركات تعمل في مجالات واعدة كالصناعة ووسائل الاتصال والأفشورينغ.